# Islington
Pronunciação

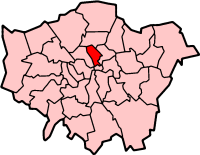
Localização do borough de Islington na Região de Londres.

Islington é um borough da Região de Londres, na Inglaterra.
Neste borough, no distrito de Highbury, localiza-se o estádio do Arsenal, o Emirates Stadium, e também a City University, fundada em 1894.

## Distritos de Islington
- Angel
- Archway
- Barnsbury
- Canonbury
- Clerkenwell
- Farringdon
- Finsbury
- Finsbury Park
- Highbury
- Highgate, compartilhado por três boroughs: Haringey ao norte, Camden ao sul e a oeste, e Islington ao sul e a leste.
- Holloway
- Islington
- Kings Cross
- Lower Holloway
- Mildmay
- Nag's Head
- Newington Green
- Old Street
- Pentonville
- St Luke's
- Tufnell Park
- Upper Holloway

## Atrações
- Almeida Theatre
- Pleasance Theatre Islington
- Courtyard Theatre
- Emirates Stadium
- Estorick Collection of Modern Italian Art
- Hen and Chickens Theatre
- London Canal Museum
- Islington Museum
- The King's Head Theatre
- Sadler's Wells Theatre
- Union Chapel
- Peter Benenson House
- Little Angel Theatre, um teatro de bonecos